# Zofia Wartołowska

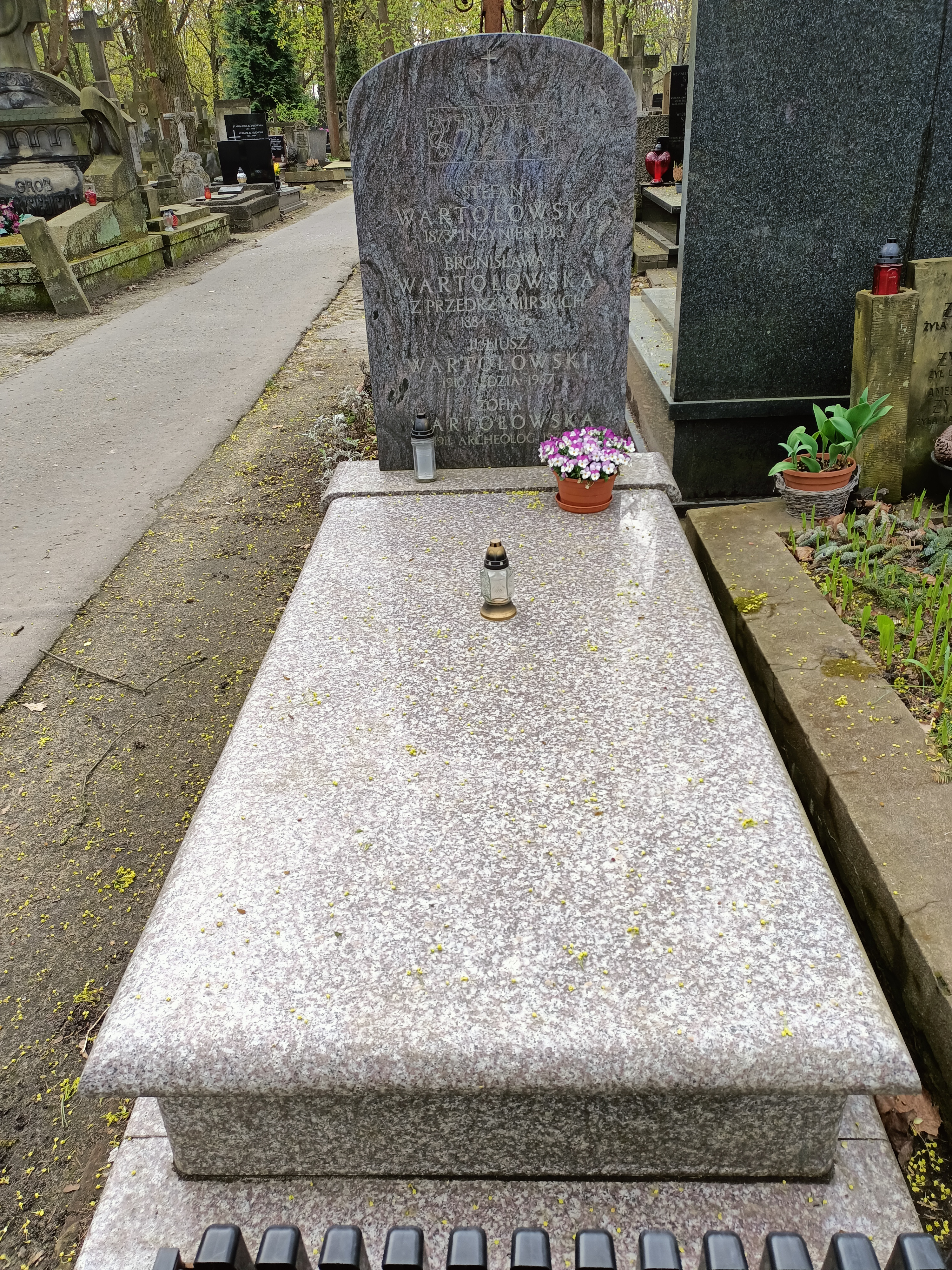
Grób Zofii Wartołowskiej na Cmentarzu Powązkowskim w Warszawie

Zofia Wartołowska (ur. 22 maja 1911 w Warszawie, zm. 3 września 1976 tamże) – polska archeolog, kierownik Zakładu Archeologii Wczesnośredniowiecznej w Katedrze Archeologii Pradziejowej i Wczesnośredniowiecznej Instytutu Historycznego UW (obecnie Wydział Archeologii UW) oraz Pracowni Inwentaryzacji Grodzisk w Kierownictwie Badań nad Początkami Państwa Polskiego  (obecnie Wydział Archeologii UW).

## Życiorys
Urodziła się 22 maja 1911 roku w Warszawie, w inteligenckiej rodzinie Stefana Wartołowskiego i Bronisławy z Przedrzymskich. W 1931 studiowała mediewistykę w Uniwersytecie Warszawskim i architekturę na Politechnice Warszawskiej. Od 1932 studiowała archeologię na Wydziale Humanistycznym Uniwersytetu Warszawskiego pod kierunkiem Stanisława Arnolda i Jana K. Kochanowskiego. Od 1934 uczestniczyła w seminarium archeologicznym Włodzimierza Antoniewicza. Po ukończeniu studiów w 1935 rozpoczęła pracę na stanowisku adiunkta w Zakładzie Archeologii Przedhistorycznej. 
Podczas okupacji niemieckiej była wolontariuszką w Muzeum Przedhistorycznego im. Erazma Majewskiego (1940), uczestniczyła w tajnym nauczaniu w UW i działała w konspiracji. 
Po II wojnie światowej (1945) rozpoczęła pracę jako adiunkt w Państwowym Muzeum Archeologicznym oraz w Katedrze Archeologii Przedhistorycznej i Wczesnośredniowiecznej, gdzie od 1950 prowadziła wykłady. Na Uniwersytecie Warszawskim w 1947 uzyskała stopień doktora, w 1955 otrzymała docenturę. Była kolejno asystentem, adiunktem i docentem. Była kierownikiem Zakładu Archeologii Wczesnośredniowiecznej w Katedrze Archeologii Pradziejowej i Wczesnośredniowiecznej Instytutu Historycznego UW (obecnie Wydział Archeologii UW) oraz Pracowni Inwentaryzacji Grodzisk w Kierownictwie Badań nad Początkami Państwa Polskiego.
Specjalizowała się w osadnictwie wczesnośredniowiecznym na terenie Polski. Prowadziła wykopaliska na grodzisku Sutiejsk, na stanowiskach Sąsiadka i Wiślica (od 1949).
Zmarła w Warszawie, pochowana na cmentarzu Powązkowskim (kwatera 236-5-29)

## Ordery i odznaczenia
- Złoty Krzyż Zasługi[2]
- Srebrny Krzyż Zasługi (29 października 1947)[8]
- Medal 10-lecia Polski Ludowej (19 stycznia 1955)[9]